# Lac-des-Rouges-Truites
 Lac-des-Rouges-Truites  es una comuna y población de Francia, en la región de Franco Condado, departamento de Jura, en el distrito de Saint-Claude y cantón de Saint-Laurent-en-Grandvaux.
Su población en el censo de 1999 era de 331 habitantes.
Está integrada en la Communauté de communes La Grandvallière .

## Demografía
| 265 | 269 | 237 | 253 | 294 | 331 |
| Para los censos de 1962 a 1999 la población legal corresponde a la población sin duplicidades (Fuente: INSEE [Consultar]) |     |     |     |     |     |

- Datos: Q321640
- Multimedia: Lac-des-Rouges-Truites / Q321640

1. ↑  Worldpostalcodes.org, código postal n.º 39150.
2. ↑  INSEE, Datos de población para el año 2012 de Lac-des-Rouges-Truites (en francés).